# Microporus obliquus
Microporus obliquus är en insektsart som beskrevs av Philip Reese Uhler 1872. Microporus obliquus ingår i släktet Microporus och familjen taggbeningar. Inga underarter finns listade i Catalogue of Life.